# Sociocapitalismo
Sociocapitalismo é o capitalismo de muitos sócios, a socialização dos lucros e da acumulação do capital. Não há estatização dos processos produtivos, mas o compartilhamento dos resultados. O sociocapitalismo ocorre através dos mercados de capitais, pela inserção dos ativos detidos pelo sistema previdenciário, que são veículos de acesso à propriedade coletiva e, tanto quanto possível, pulverizada, do capital produtivo..
Este capitalismo social é impulsionado pela colaboração e partilha. Este novo sistema proposto não é nem socialismo nem o comunismo, e usa as ideias principais capitalistas de mercados livres para abordar diretamente as necessidades sociais.